# Lobelia diazlunae
Lobelia diazlunae là loài thực vật có hoa trong họ Hoa chuông. Loài này được Rzed. & Calderón mô tả khoa học đầu tiên năm 1997.